# DC Challenge
DC Challenge fu una serie a fumetti di 12 numeri prodotta dalla DC Comics da novembre 1985 a ottobre 1986, come un fumetto sperimentale a cui collaborarono numerosi scrittori e artisti. La frase d'apertura del fumetto fu "Can You Solve It Before We Do?" ("Potete risolverlo prima di noi?"); presumibilmente fu concepito durante una festa nel corso di una convention di fan.
La premessa di DC Challenge fu che ogni capitolo sarebbe stato scritto da un autore diverso e illustrato da un artista diverso, e non fu permessa nessuna consultazione tra gli autori. Gli autori furono liberi di usare ogni personaggio o concetto di (allora) 50 anni di pubblicazione della DC, con l'eccezione di coloro le cui comparse erano in corso.
L'ultimo numero di DC Challenge fu uno sforzo collaborativo di sei di dodici scrittori. Dick Giordano fu l'editore originale della serie, ma lasciò il lavoro a Robert Greenberger prima ancora che il primo numero venisse pubblicato.

## Autori che parteciparono alla serie
- Mike W. Barr
- Cary Bates
- Gerry Conway
- Mark Evanier
- Paul Kupperberg
- Paul Levitz
- Elliot S! Maggin
- Dan Mishkin
- Doug Moench
- Roy Thomas con assistenza nella creazione della storia, non accreditata, di Jean-Marc Lofficier
- Len Wein
- Marv Wolfman

## I numeri
- Numero 1 - "Outbreak!" di Mark Evanier; illustrazioni di Gene Colan e Bob Smith (novembre 1985)[3]
- Numero 2 - "Blinded By the Light" di Len Wein e Chuck Patton; inchiostrato da Mike DeCarlo (dicembre 1985)[4]
- Numero 3 - "Viking Vengeance" di Doug Moench; illustrazioni di Carmine Infantino e Bob Smith (gennaio 1986)[5]
- Numero 4 - "Atomic Nights" di Paul Levitz; illustrazioni di Gil Kane e Klaus Janson (febbraio 1986)[6]
- Numero 5 - "Thunderbolts and Lightning" di Mike W. Barr; illustrazioni di Dave Gibbons e Mark Farmer (marzo 1986) (NOTE: Il titolo ufficiale per il Numero 5 avrebbe dovuto essere "If There's a Hole in Reality, Is Life a Cosmic Donut?")[7]
- Numero 6 - "A Matter of Anti Matter" di Elliot S. Maggin e Dan Jurgens; inchiostrato da Larry Mahlstedt (aprile 1986) (con la partecipazione di Albert Einstein)[8]
- Numero 7 - "Don't Bogart That Grape... Hand Me the Gas Pump!" di Paul Kupperberg; illustrazioni di Joe Staton e Steve Mitchell (maggio 1986)[9]
- Numero 8 - "If This Is Love, Why Do My Teeth Hurt?" di Gerry Conway; illustrazioni di Rick Hoberg, Dick Giordano, e Arnie Starr (giugno 1986)[10]
- Numero 9 - "All This and World War, Too!" di Roy Thomas; illustrazioni di Don Heck (luglio 1986)[11]
- Numero 10 - "Jules Verne Was Right!" di Dan Mishkin; illustrazioni di Curt Swan e Terry Austin (agosto 1986)[12]
- Numero 11 - "How Can You Be In Two Places At Once When You're Not Anywhere At All?" di Marv Wolfman e Cary Bates; illustrazioni di Keith Giffen e Dave Hunt (settembre 1986)[13]
- Numero 12 - "Prologue" di Mark Evanier; illustrazioni di Dan Spiegle * "Phase 12.1: Fathers Against Suns" di Mark Evanier; illustrazioni di Denys Cowan e Rodin Rodriguez * "Phase 12.2" di Dan Mishkin; illustrazioni di Luke McDonnell e Rick Magyar * "Phase 12.3" di Roy Thomas; illustrazioni di Stan Woch e Jan Duursema * "Phase 12.4" di Gerry Conway; illustrazioni di Steve Lightle e Gary Martin * "Phase 12.5" di Len Wein; illustrazioni di Ross Andru e Frank McLaughlin * "Phase 12.6 Final Phase" di Mark Evanier e Marv Wolfman; illustrazioni di Tom Mandrake (ottobre 1986)[14]